# Liste der Biografien/Fig
Liste der Biografien |
Portal Biografien |
Personensuche
# |
A |
B |
C |
D |
E |
F |
G |
H |
I |
J |
K |
L |
M |
N |
O |
P |
Q |
R |
S |
T |
U |
V |
W |
X |
Y |
Z |
?
 
Fa |
Fe |
Ff |
Fh |
Fi |
Fj |
Fk |
Fl |
Fm |
Fn |
Fo |
Fr |
Ft |
Fu |
Fy
 
Fia |
Fib |
Fic |
Fid |
Fie |
Fif |
Fig |
Fih |
Fii |
Fij |
Fik |
Fil |
Fim |
Fin |
Fio |
Fip |
Fiq |
Fir |
Fis |
Fit |
Fiu |
Fiv |
Fix |
Fiz
Die Liste der Biografien führt alle Personen auf, die in der deutschsprachigen Wikipedia einen Artikel haben. Dieses ist eine Teilliste mit 180 Einträgen von Personen, deren Namen mit den Buchstaben „Fig“ beginnt.

## Fig
- Fig, Anton (* 1952), US-amerikanischer Rock- und Jazzschlagzeuger

### Figa
- Figà Talamanca, Alessandro (1938–2023), italienischer Mathematiker
- Figal, Günter (1949–2024), deutscher Philosoph
- Figala, Karin (1938–2008), österreichische Wissenschaftshistorikerin
- Figalli, Alessio (* 1984), italienischer MathematikerAlessio Figalli (* 1984)

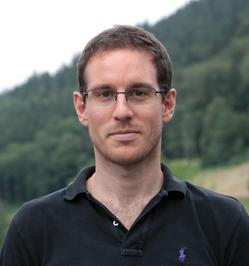
Alessio Figalli (* 1984)

- Figallo, Andrea (* 1972), italienischer Sänger und Produzent
- Figaredo Alvargonzález, Enrique (* 1959), spanischer Priester, Apostolischer Präfekt von Battambang
- Figari, Carlos (1913–1994), argentinischer Tangopianist, Bandleader und Tangokomponist
- Figari, Pedro (1861–1938), uruguayischer Maler und Politiker
- Fígaro, Alfredo (* 1984), dominikanischer Baseballspieler
- Figaro, Kevin (* 1959), US-amerikanischer Basketballspieler
- Figarova, Amina (* 1966), aserbaidschanische Jazzmusikerin
- Figatner, Juri Petrowitsch (1889–1937), russischer Revolutionär und Politiker

### Figd
- Figdor, Albert (1843–1927), österreichischer Bankier und Kunstsammler
- Figdor, Carl (* 1953), niederländischer Immunologe
- Figdor, Helmuth (* 1948), österreichischer Psychoanalytiker, Kinder- und Jugendlichenpsychotherapeut und Erziehungsberater
- Figdor, Karl (1881–1957), österreichischer Journalist und Schriftsteller
- Figdor, Wilhelm (1866–1938), österreichischer Pflanzenphysiologe

### Fige
- Figel, Albert (1889–1954), deutscher Maler
- Figeľ, Ján (* 1960), slowakischer Politiker und EU-Kommissar
- Figer, Juan († 2021), uruguayisch-brasilianischer Spielervermittler im Fußball
- Figert, Ernst (1848–1925), deutscher Botaniker
- Figes, Eva (1932–2012), britische Schriftstellerin, Sozialkritikerin und Aktivistin gegen die traditionelle realistische Literatur
- Figes, Orlando (* 1959), britischer Historiker, Spezialist für russische GeschichteOrlando Figes (* 1959)

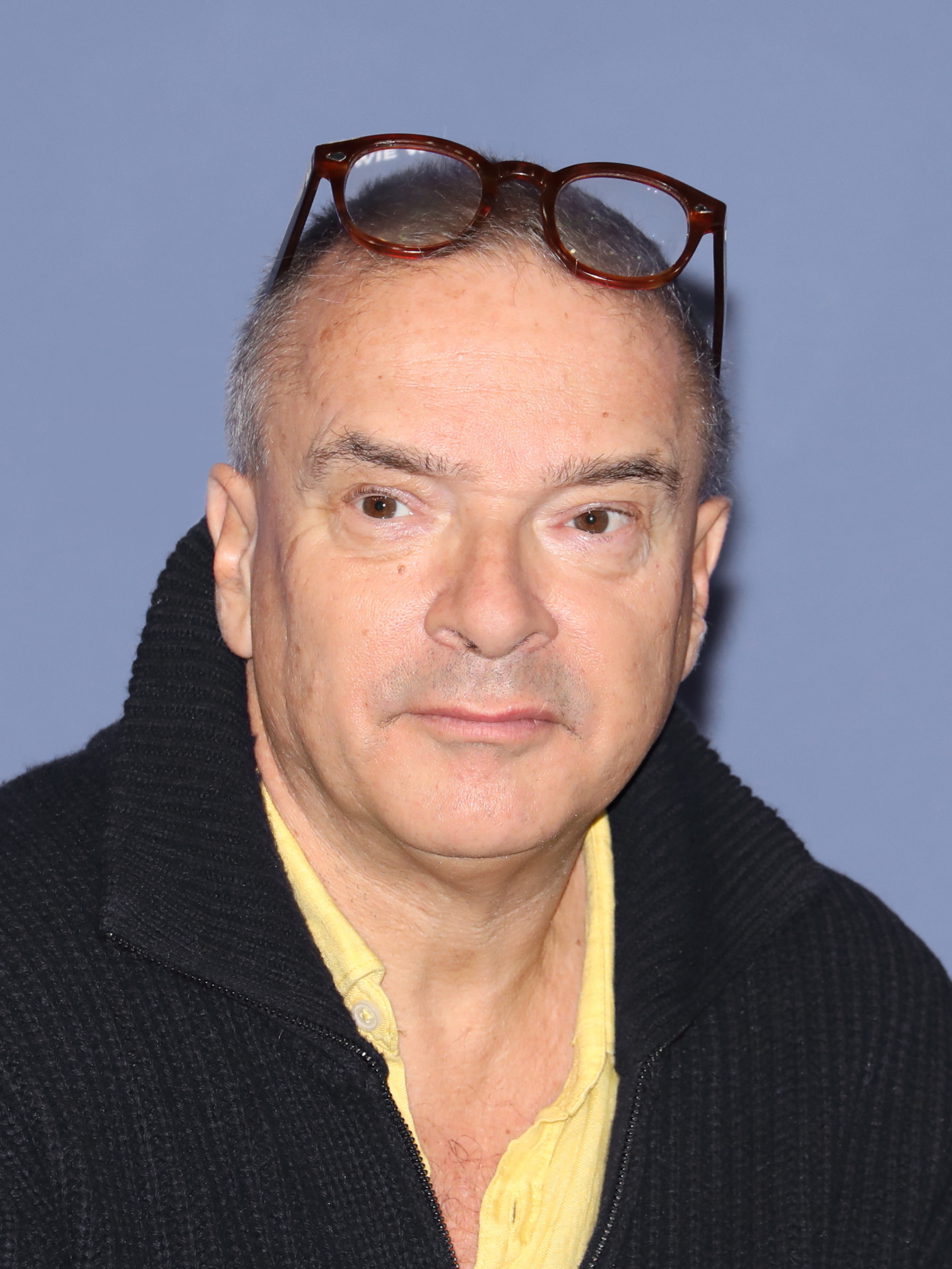
Orlando Figes (* 1959)

### Figg
- Figg, Eugene (1936–2002), US-amerikanischer Bauingenieur
- Figg, James († 1734), englischer Schwergewichtsboxer
- Figge, Alex (* 1981), US-amerikanischer Autorennfahrer
- Figge, Emil (1899–1974), deutscher Pädagoge
- Figge, Klaus (1934–2006), deutscher Hörfunk- und Fernsehjournalist
- Figge, Luis (* 1997), deutscher Basketballspieler
- Figge, Udo Ludwig (1936–2011), deutscher Romanist
- Figgemeier, Eberhard (1947–2020), deutscher Journalist, Redakteur für Sport beim ZDF
- Figgen, Werner (1921–1991), deutscher Politiker (SPD), MdL, MdB
- Figgener, Christine (* 1983), deutsche Meeresbiologin, Wissenschaftskommunikatorin und Meeresaktivistin
- Figgis, Mike (* 1948), britischer FilmregisseurMike Figgis (* 1948)

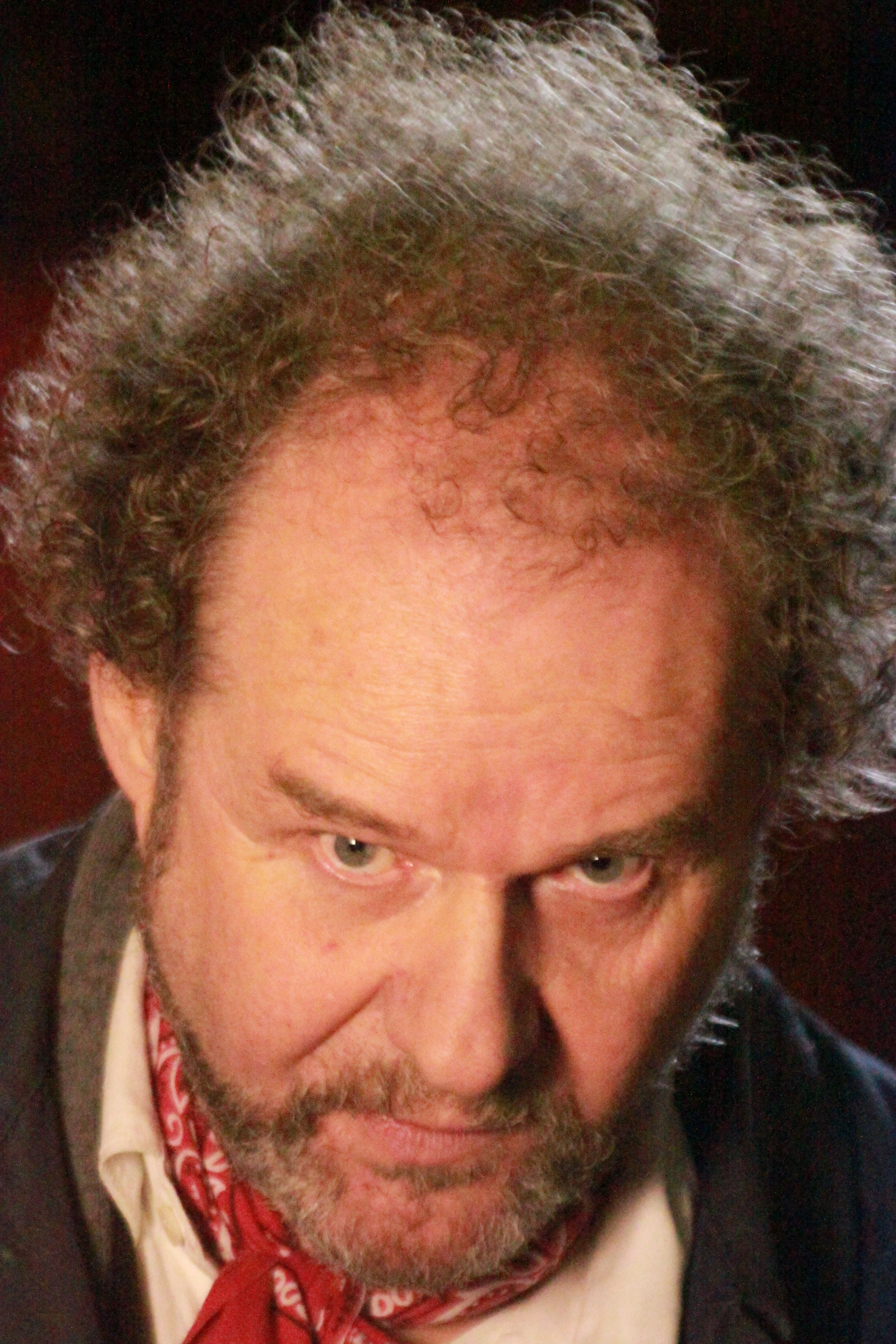
Mike Figgis (* 1948)

### Figh
- Fighi Hassan, Suliman (1937–2017), libyscher Marathonläufer
- Fighting Harada (* 1943), japanischer Boxer

### Figi
- Figiel, Sia (* 1967), samoanische Autorin
- Figini, Michela (* 1966), Schweizer Skirennfahrerin
- Figino, Giovanni Ambrogio (1553–1608), italienischer Maler

### Figl
- Figl, Andreas (1873–1967), österreichischer Offizier und Kryptologe
- Figl, Anton (1895–1963), österreichischer Politiker
- Figl, Anton (* 1968), österreichischer Film- und Theaterschauspieler
- Figl, Johann (* 1945), österreichischer Religionswissenschafter
- Figl, Leopold (1902–1965), österreichischer Politiker
- Figl, Markus (* 1973), österreichischer Politiker (ÖVP)
- Figl, Robert (* 1967), deutscher Rollstuhlleichtathlet
- Figl, Wilhelm (* 1938), österreichischer Generalleutnant
- Figlioli, Pietro (* 1984), italienischer Wasserballspieler
- Figliuolo, Francesco Paolo (* 1961), italienischer General
- Figlmüller, Hans (* 1943), österreichischer Gastronom und Unternehmer
- Figlus, Gerhard (* 1948), deutscher Fußballspieler

### Fign
- Figner, Medea (1859–1952), russische Opernsängerin (Mezzosopran und Sopran) italienischer Herkunft
- Figner, Wera Nikolajewna (1852–1942), russische Revolutionärin
- Fignolé, Daniel (1913–1986), haitianischer Politiker und Präsident von Haiti
- Fignon, Laurent (1960–2010), französischer RadrennfahrerLaurent Fignon (1960–2010)

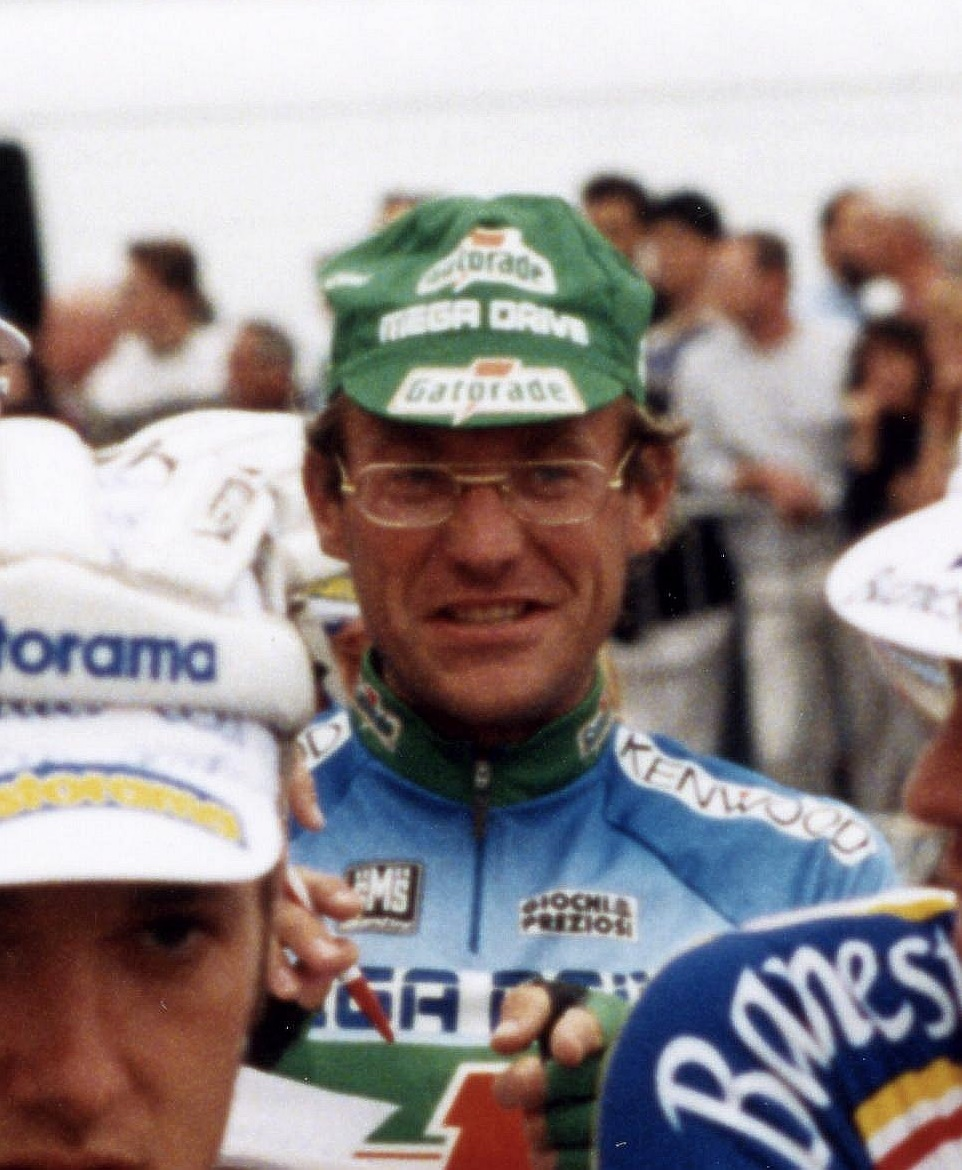
Laurent Fignon (1960–2010)

### Figo
- Figo, Luís (* 1972), portugiesischer Fußballspieler
- Figoli, Irene (* 1985), uruguayische Judoka
- Figoli, Mateo (* 1984), uruguayischer Fußballspieler
- Figotin, Alexander (* 1954), russischstämmiger US-amerikanischer mathematischer Physiker und Professor an der University of California, Irvine

### Figr
- Figren, Robin (* 1988), schwedischer Eishockeyspieler

### Figu
- Figueira, Manuel (1938–2023), kap-verdischer Maler
- Figueira, Pedro Santos (* 1979), portugiesischer Dirigent und Komponist
- Figueira, Tchalé (* 1953), kap-verdischer Maler
- Figueira, Viriato (1851–1883), Komponist, Flötist und Saxophonist
- Figueiredo, Ângela (* 1961), brasilianische Schauspielerin
- Figueiredo, Bernardo de Sá Nogueira de (1795–1876), portugiesischer Politiker und Führer der Setembristen
- Figueiredo, Cândido de (1846–1925), portugiesischer Dichter, Romanist, Lusitanist, Grammatiker und Lexikograf
- Figueiredo, Diego (* 1980), brasilianischer Jazzmusiker (Gitarre, Arrangement)
- Figueiredo, Dulce (1928–2011), brasilianische First Lady
- Figueiredo, Fernando Antônio (* 1939), brasilianischer Ordensgeistlicher, emeritierter Bischof von Santo Amaro
- Figueiredo, Fidelino de (1889–1967), portugiesischer Autor, Politiker, Historiker, Romanist, Lusitanist, Hispanist und Komparatist, der in Spanien und Brasilien lehrte
- Figueiredo, Fidelino Loy de Jesus (* 1937), angolanischer Diplomat
- Figueiredo, Frederico (* 1991), portugiesischer Radrennfahrer
- Figueiredo, Igor (* 1977), brasilianischer Snookerspieler
- Figueiredo, Ilda (* 1948), portugiesische Politikerin, MdEP
- Figueiredo, Isabela (* 1963), portugiesische Schriftstellerin und Journalistin
- Figueiredo, Ivo de (* 1966), norwegischer Historiker und Biograf
- Figueiredo, Jackson de (1891–1928), brasilianischer Rechtsanwalt, Intellektueller und Publizist
- Figueiredo, João Baptista de Oliveira (1918–1999), brasilianischer Politiker, Präsident Brasiliens (1979–1985)João Baptista de Oliveira Figueiredo (1918–1999)

João Baptista de Oliveira Figueiredo (1918–1999)

- Figueiredo, José de Lima (1902–1956), brasilianischer Divisionsgeneral, Politiker, Eisenbahndirektor und Autor
- Figueiredo, Luiz Alberto (* 1955), brasilianischer Jurist und Diplomat
- Figueiredo, Luiz Eduardo (* 1991), brasilianischer Fußballspieler
- Figueiredo, Manuel de (* 1568), portugiesischer Mathematiker und Kosmograph
- Figueiredo, Paulo (* 1972), angolanischer Fußballspieler und -trainer
- Figueiredo, Roberson, brasilianischer Radrennfahrer
- Figueiredo, Roberto Júlio de (* 1979), brasilianischer Fußballspieler
- Figueiredo, Rodrigo (* 1983), brasilianischer Fußballschiedsrichterassistent
- Figueiredo, Sebastião Assis de (1949–2007), brasilianischer Theologe und Bischof von Guiratinga
- Figueiredo, Tobias (* 1994), portugiesischer Fußballspieler
- Figueiredo, Wilton (* 1982), brasilianischer Fußballspieler
- Figuera Aymerich, Ángela (1902–1984), spanische Schriftstellerin
- Figueras, Adrià (* 1988), spanischer Handballspieler
- Figueras, Estanislao (1819–1882), spanischer Rechtsanwalt und Politiker
- Figueras, Giuliano (* 1976), italienischer Radrennfahrer
- Figueras, Ignacio (* 1977), argentinischer Polospieler
- Figueras, Jordi (* 1987), spanischer Fußballspieler
- Figueras, Marcelo (* 1962), argentinischer Schriftsteller und Drehbuchautor
- Figueras, Montserrat (1942–2011), spanische SopranistinMontserrat Figueras (1942–2011)

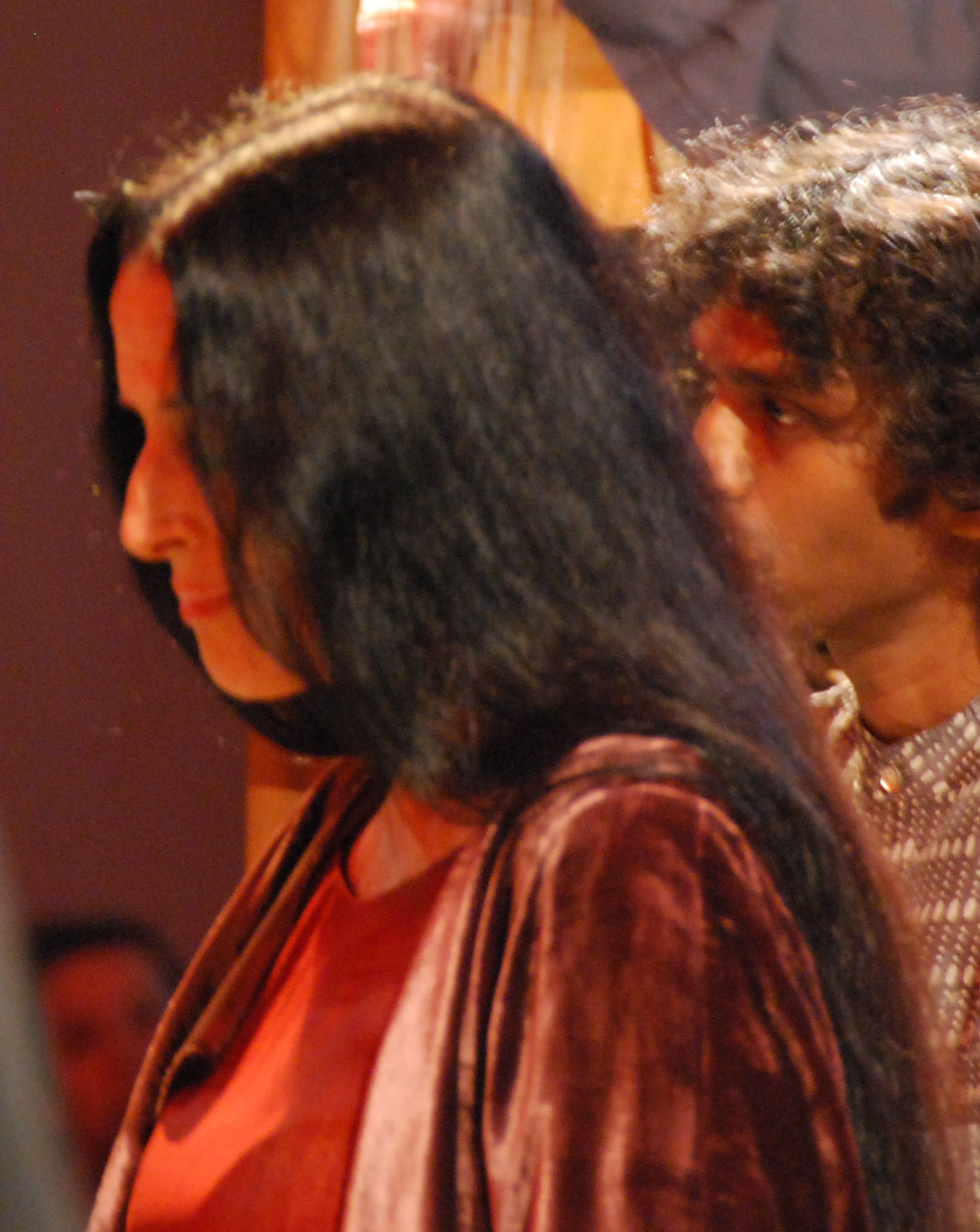
Montserrat Figueras (1942–2011)

- Figueredo Fratta, Jorge (1939–2014), paraguayischer Diplomat
- Figueredo, Candelaria (1852–1914), Aktivistin des kubanischen Unabhängigkeitskrieges
- Figueredo, Carlos (1909–1986), venezolanischer Pianist und Komponist
- Figueredo, Diego (* 1982), paraguayischer Fußballspieler
- Figueredo, Eugenio (* 1932), uruguayischer Fußballfunktionär
- Figueredo, Gustavo (* 1969), uruguayischer Straßenradrennfahrer
- Figueredo, Hernán (* 1985), uruguayischer Fußballspieler
- Figueredo, Mario (* 1926), uruguayischer Radrennfahrer
- Figueredo, Máximo, uruguayischer Politiker
- Figueredo, Moacir Goulart de (* 1965), brasilianischer römisch-katholischer Ordensgeistlicher, Apostolischer Vikar von San Miguel de Sucumbíos
- Figueredo, Pedro (1819–1870), kubanischer Rechtsanwalt und Komponist der kubanischen Nationalhymne
- Figuereo, Juan Wanceslao (1834–1910), dominikanischer Politiker und Präsident der Dominikanischen Republik
- Figueres Ferrer, José (1906–1990), costa-ricanischer Politiker, Präsident Costa Ricas (1948–1949, 1953–1958 und 1970–1974)José Figueres Ferrer (1906–1990)

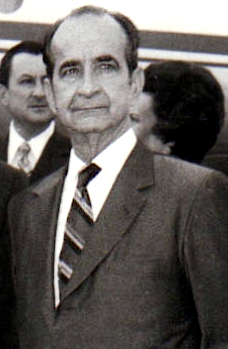
José Figueres Ferrer (1906–1990)

- Figueres Olsen, José María (* 1954), costa-ricanischer Politiker
- Figueres, Christiana (* 1956), costa-ricanische Politikerin
- Figuères, Léo (1918–2011), französischer Politiker
- Figueroa Albornoz, Saúl (* 1947), venezolanischer Geistlicher, römisch-katholischer Bischof von Puerto Cabello
- Figueroa Alcorta, José (1860–1931), argentinischer Politiker, Richter und Staatspräsident
- Figueroa Aramoni, Rodulfo (* 1942), mexikanischer Botschafter
- Figueroa Cervantes, Francisco (* 1975), mexikanischer römisch-katholischer Geistlicher, Weihbischof in Zamora
- Figueroa Gómez, José (* 1946), kolumbianischer römisch-katholischer Geistlicher, emeritierter Bischof von Granada en Colombia
- Figueroa Larraín, Emiliano (1866–1931), chilenischer Politiker und Diplomat
- Figueroa Medina, Alejandro (1925–2000), venezolanischer römisch-katholischer Geistlicher, Bischof von Guanare
- Figueroa Morales, Alberto (* 1961), puerto-ricanischer Geistlicher und römisch-katholischer Bischof von Arecibo
- Figueroa Torres, Álvaro (1863–1950), Ministerpräsident von Spanien
- Figueroa y Córdoba, Alonso de († 1652), spanischer Soldat und Gouverneur von Chile
- Figueroa, Adrian (* 1984), deutscher Regisseur und Videokünstler
- Figueroa, Ángela (* 1984), kolumbianische Mittelstrecken- und Hindernisläuferin
- Figueroa, Angelín (* 1994), puerto-ricanische Leichtathletin
- Figueroa, Antonio (1929–2012), mexikanischer Fußballspieler
- Figueroa, Catalina (* 2005), chilenische Fußballspielerin
- Figueroa, Claudio (* 1960), chilenischer Fußballspieler
- Figueroa, Darío (* 1978), argentinischer Fußballspieler
- Figueroa, Diego Núñez de († 1613), römisch-katholischer Geistlicher
- Figueroa, Elías (* 1946), chilenischer FußballspielerElías Figueroa (* 1946)

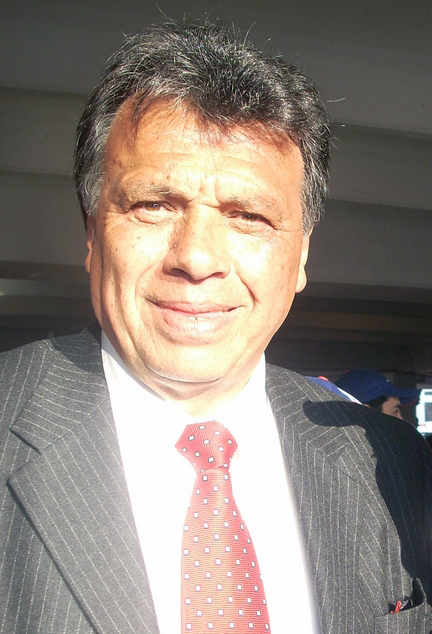
Elías Figueroa (* 1946)

- Figueroa, Elías (* 1988), uruguayischer Fußballspieler
- Figueroa, Erik (* 1991), schwedischer Fußballspieler
- Figueroa, Federico Brito (1921–2000), venezolanischer marxistischer Historiker und Anthropologe
- Figueroa, Fernando (1849–1919), Politiker in El Salvador
- Figueroa, Fernando (1925–2011), mexikanischer Fußballspieler
- Figueroa, Gabriel (1907–1997), mexikanischer Kameramann
- Figueroa, Gary (* 1956), US-amerikanischer Wasserballspieler
- Figueroa, Guillermo (* 1953), puerto-ricanischer Geiger und Dirigent
- Figueroa, Hernán (1927–2013), chilenischer Zehnkämpfer
- Figueroa, Jacinto, uruguayischer Politiker
- Figueroa, Jaime (1910–2003), puerto-ricanischer Geiger
- Figueroa, Julia (* 1991), spanische Judoka
- Figueroa, Julián (1995–2023), mexikanischer Singer-Songwriter, Musiker und SchauspielerJulián Figueroa (1995–2023)

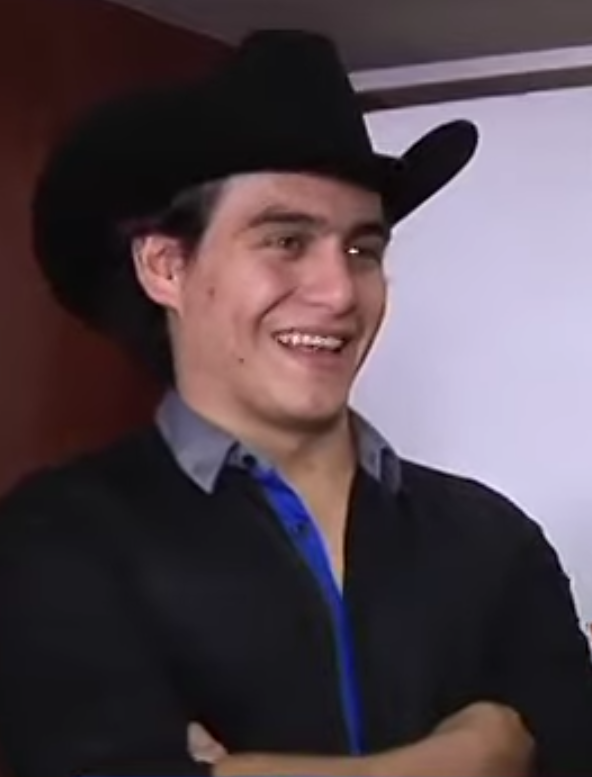
Julián Figueroa (1995–2023)

- Figueroa, Leonardo de († 1730), spanischer Architekt
- Figueroa, Lucia (* 1945), argentinische Bildhauerin
- Figueroa, Luciano (* 1981), argentinischer Fußballspieler
- Figueroa, Luis Pedro (* 1983), chilenischer Fußballspieler
- Figueroa, Manuel (1904–1986), chilenischer Fußballspieler
- Figueroa, Marco Antonio (* 1962), chilenischer Fußballspieler und -trainer
- Figueroa, Maynor (* 1983), honduranischer Fußballspieler
- Figueroa, Omar (* 1989), US-amerikanischer Boxer
- Figueroa, Óscar (* 1983), kolumbianischer Gewichtheber
- Figueroa, Rafael (* 1983), mexikanischer Fußballspieler
- Figueroa, Roberto (1904–1989), uruguayischer Fußballspieler
- Figueroa, Sammy (* 1948), amerikanischer Perkussionist
- Figueroa, Tomás de (1747–1811), spanischer Offizier, royalistischer Putschist in Chile
- Figuerola, Enrique (* 1938), kubanischer Sprinter
- Figuès, Solenne (* 1979), französische Schwimmerin
- Figuier, Louis (1819–1894), französischer Schriftsteller und Populärwissenschafler
- Figuier, Romuald (* 1941), französischer Sänger und Teilnehmer am Eurovision Song Contest
- Figuli, Margita (1909–1995), slowakische Schriftstellerin
- Figulla, Hans-Reiner (* 1949), deutscher Kardiologe, Erfinder und UniversitätsprofessorHans-Reiner Figulla (* 1949)

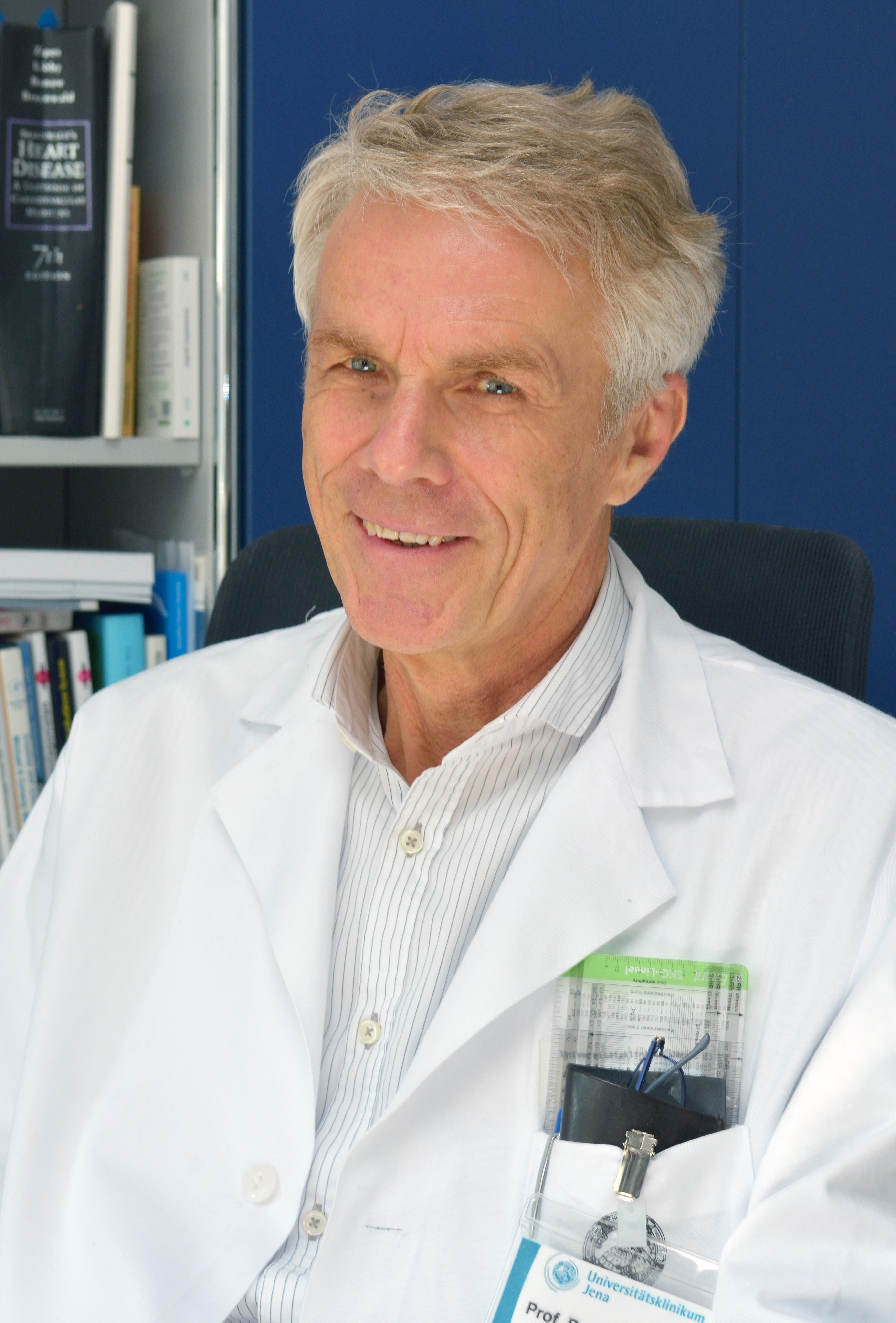
Hans-Reiner Figulla (* 1949)

- Figulla, Hugo Heinrich (1885–1969), deutsch-britischer Altorientalist
- Figulus, Benedictus (* 1567), deutscher Alchemist, Pfarrer, Dichter
- Figulus, Wolfgang († 1589), deutscher Komponist
- Figuly von Szep, Ignaz Karl (1807–1875), österreichischer Politiker, Landtagsabgeordneter und Reichsratsabgeordneter
- Figur, Ingrid (1936–2025), deutsche Konzert- und Oratoriensängerin (Sopran)
- Figura, Hans (1898–1978), österreichischer Grafiker und Landschaftsmaler
- Figura, Katarzyna (* 1962), polnische Schauspielerin
- Figura, Kurt von (* 1944), deutscher Biochemiker, Molekularbiologe
- Figura, Lars (* 1976), deutscher 400-Meter-Läufer
- Figura, Wolfgang (* 1952), deutscher Fußballspieler
- Figures, Shomari (* 1985), US-amerikanischer Politiker
- Figuš-Bystrý, Viliam (1875–1937), slowakischer Komponist

### Figw
- Figwer, Urszula (1931–2025), polnische Speerwerferin

### Figy
- Figy, Charlie (* 2002), US-amerikanischer Volleyballspieler